# Hudson Italia
Hudson Italia – samochód sportowy klasy wyższej produkowany pod amerykańską marką Hudson w latach 1953 – 1954

## Historia i opis modelu

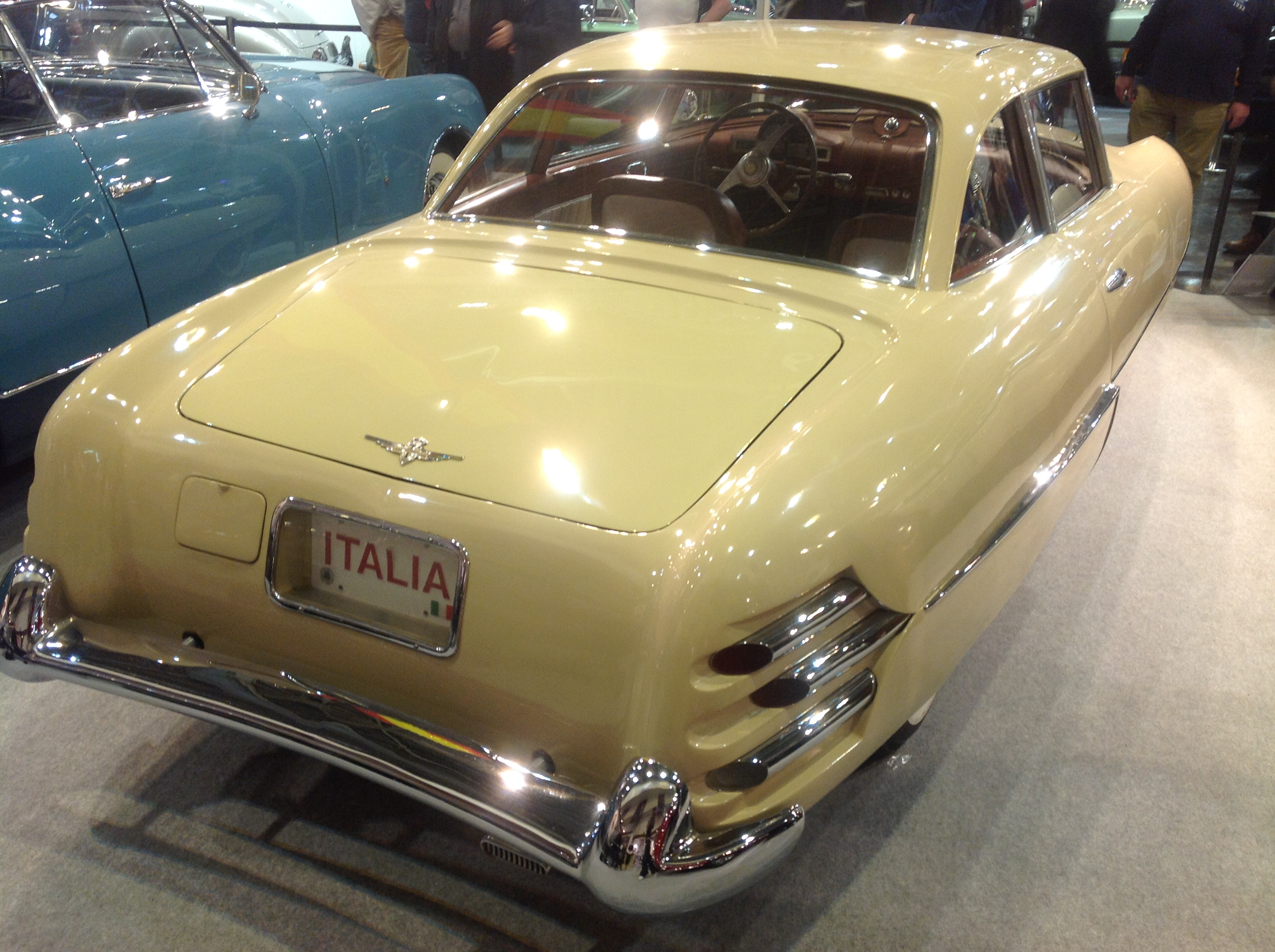
Hudson Italia - tył

Jesienią 1952 roku Hudson przedstawił pierwszy i zarazem jedyny w swojej historii samochód, który nie był wytwarzany w rodzimych Stanach Zjednoczonych, lecz zgodnie z nazwą - we włoskim Mediolanie. Samochód był limitowaną konstrukcją jako małoseryjne coupe. Oparty był na samonośnej płycie podłogowej i napędzie kompaktowego modelu Hudson Jet. Ponieważ samochód miał być małoseryjny, jego produkcję umieszczono we Włoszech, gdzie koszt ręcznego wytwarzania nadwozia był niższy, niż w USA. Budowano je w firmie Carrozzeria Touring Superleggera, gdzie też zaprojektowano stylistykę, bazując na ideach Hudsona. Sprzedawany był od 14 stycznia 1954 roku. Cena wynosiła około 4800 dolarów. Powstało tylko 25 seryjnych Italii.
Do napędu wykorzystano silnik dolnozaworowy R6 o pojemności 3,3 litra (202 cale sześcienne) z modelu Jet. Dzięki aluminiowej głowicy silnik osiągał stopień sprężania 8:1 i wyposażony był w pakiet gaźników Twin H-Power, pozwalający na rozwijanie mocy 114 KM.

### Stylistyka
Hudson Italia wyróżniał się awangardową stylistyką, która zyskała aerodynamiczne proporcje, a także liczne ozdobniki w przednich i tylnych błotnikach.

### Silnik
- L6 3.3l